# Vidim
Vidim település Csehországban, a Mělníki járásban. Vidim Želízy, Tupadly, Medonosy, Dobřeň és Kokořín településekkel határos. Lakosainak száma 131 fő (2024. január 1.).

## Népesség
A település lakosságának változását az alábbi diagram mutatja:
| Lakosok száma | 629  | 510  | 456  | 290  | 246  | 201  | 138  | 128  | 164  | 131  |
|               | 1869 | 1900 | 1921 | 1961 | 1980 | 2011 | 2016 | 2019 | 2021 | 2024 |